# Calamar (Bolívar)
Calamar ist eine Gemeinde (municipio) in Kolumbien im Departamento Bolívar.

## Geografie
Calamar liegt im Norden von Bolívar nahe der kolumbianischen Karibikküste am Canal del Dique und am Río Magdalena und hat eine Durchschnittstemperatur von 28 °C. Calamar liegt auf einer Höhe von 10 m ü. NN, 86 km von Barranquilla entfernt. Die Gemeinde grenzt im Norden an Santa Lucía und Suán im Departamento del Atlántico, im Osten an Pedraza und Cerro de San Antonio im Departamento del Magdalena, im Süden an San Juan Nepomuceno und El Guamo und im Westen an Arroyohondo, Mahates, San Cristóbal und Soplaviento.

## Bevölkerung
Die Gemeinde Calamar hat 24.573 Einwohner, von denen 14.003 im städtischen Teil (cabecera municipal) der Gemeinde leben (Stand 2019).

## Geschichte
Calamar wurde um 1848 offiziell gegründet, nachdem die ersten Bewohner den Ort ein paar Jahre vorher erreicht hatten. Calamar entwickelte sich zu einem wichtigen Flusshafen am Río Magdalena, der ab 1894 mit einer Eisenbahnlinie mit dem 113 km entfernten Cartagena verbunden war. In dieser Zeit blühte in Calamar der Handel. Es kamen multinationale Firmen wie die Tropical Oil Company und italienische, deutsche, französische und venezolanische sowie libanesische und syrische Händler. Zudem wurde der Ort von der damaligen Fluglinie SCADTA (heute Avianca) angeflogen. Im 20. Jahrhundert verlor Calamar dann aber seine wichtige Rolle in der kolumbianischen Handelslandschaft, auch wenn die Stadt weiterhin ein Flusshafen ist.

## Wirtschaft
Die wichtigsten Wirtschaftszweige von Calamar sind Handel, Rinderproduktion und Landwirtschaft und der Ort profitiert von seiner Lage am Río Magdalena.